# 佐村浩之
佐村 浩之（さむら ひろゆき　1955年12月8日-　）は、日本の裁判官。東京大学卒業。

## 経歴
- 1979年　司法修習生(第33期)[1]
- 1981年4月　東京地方裁判所判事補任官[1]
- 1984年4月　前橋家庭裁判所・前橋地方裁判所判事補[1]
- 1996年4月1日 - 仙台高等裁判所判事職務代行[1]
- 1998年4月1日 - 仙台高等裁判所判事
- 1999年3月25日 - 東京地方裁判所
- 2001年1月6日 - 東京高等裁判所
- 2003年4月1日 - 東京地方裁判所部総括判事
- 2010年1月1日 - 横浜地方裁判所部総括判事
- 2014年6月4日 - 和歌山地方裁判所長・和歌山家庭裁判所長
- 2015年7月1日 - 大阪高等裁判所部総括判事

## 主な裁判
- 2005年9月の奥入瀬渓流落枝訴訟で原告の訴えを認め、林野庁と青森県に賠償を命じる。
- 2007年3月14日 - 立正佼成会附属佼成病院に勤務していた小児科医の自殺を労働災害と認定し、労災と認めなかった新宿労働基準監督署の処分を取り消した。
- 2007年6月20日 - 都立高校の教諭が、入学式や卒業式で国旗に向かって起立し、国歌を斉唱しなかったことを理由に、定年後の再雇用を取り消された件で、斉唱を命じた校長の職務命令を合憲と判断。命令に反した原告を再雇用しなかったのは、東京都教育委員会の裁量の範囲内で適法として、請求を棄却した。
- 2020年2月27日 - 大津いじめ自殺事件の被害者遺族が起こした、加害者に対する不法行為に基づく損害賠償請求訴訟の第二審判決において、一審判決の肯定した3750万円の損害賠償請求権を、両親側にも家庭環境が整えられずに男子生徒を精神的に支えられなかった過失があるとして、400万円に大幅に減額した。